# HOME (曽根由希江の曲)
「HOME」（ホーム）は、曽根由希江の2枚目のシングル。2011年5月25日にドリーミュージックより発売された。

## 概要
- 人は独りじゃない、帰る場所がある。そんな、普段は忘れがちな日常の幸せを歌っている。
- 初回限定盤はDVD付き。

## 収録曲
全曲　作詞：曽根由希江　編曲：藤井理央

### 通常盤
1. HOME
作曲：曽根由希江
2. 会いたい
作曲：曽根由希江
3. Close to you ‐弾き語りバージョン‐
作曲：曽根由希江・藤井理央
4. HOME‐Vocal-less Track‐
5. 会いたい‐Vocal-less Track‐

### 初回限定盤

#### CD
1. HOME
2. 会いたい
3. ギンモクセイ ‐弾き語りバージョン‐
作曲：曽根由希江・藤井理央
4. HOME‐Vocal-less Track‐
5. 会いたい‐Vocal-less Track‐

#### DVD
1. HOME (PV)
2. HOME (PVメイキング映像)

## タイアップ
- HOME:テレビ朝日系『おみやさん』 主題歌